# Грем Зусі
Грем Зусі (англ. Graham Zusi, нар. 18 серпня 1986, Лонгвуд) — американський футболіст, півзахисник клубу «Спортінг Канзас-Сіті» та національної збірної США.

## Клубна кар'єра
У дорослому футболі дебютував 2005 року виступами за команду клубу «Сентрал Флорида Рейс», в якій провів 10 матчів.
Протягом навчання у коледжі протягом 2005-2008 років грав за «Меріленд Террапінс».
До складу професійного клубу «Спортінг Канзас-Сіті» приєднався 2009 року. Відтоді встиг відіграти за команду з Канзас-Сіті 132 матчі в національному чемпіонаті.

## Виступи за збірну
2012 року дебютував в офіційних матчах у складі національної збірної США. Наразі провів у формі головної команди країни 20 матчів, забивши 3 голи.
У травні 2014 року включений головним тренером збірної США Юргеном Клінсманном до заявки національної команди для участі у чемпіонаті світу 2014.

## Досягнення
- Володар Золотого кубка КОНКАКАФ (1):

2017